# スコティッシュ・チャンピオンシップ
スコティッシュ・チャンピオンシップ (Scottish Championship) は、スコットランドのサッカーリーグである。2021-22シーズンから2025-26シーズンまで、スポンサー名を冠して、シンチ・チャンピオンシップ (cinch Championship)と呼ばれる。
2019-20シーズンまでは、スポンサー名を冠してラドブロークス・チャンピオンシップ (Ladbrokes Championship) と呼ばれた。2013年7月にスコティッシュ・プレミアリーグとスコティッシュ・フットボールリーグを統合して発足したスコティッシュ・プロフェッショナル・フットボールリーグ (SPFL) の2部リーグである。

## 大会方式
参加クラブは勝利で勝ち点3ポイントを、引き分けで同じく1ポイントを得る。敗北した場合にポイントを得る事は出来ない。順位は勝ち点の合計、得失点差、総得点で決定され、シーズン終了時に最も多くの勝ち点を獲得したクラブがリーグ王者となる。ポイントが並んだ場合は得失点差で順位が決定される。得失点差も並んだ場合は中立地で順位決定のプレーオフを行う。

### 昇格と降格
チャンピオンシップ優勝クラブはスコティッシュ・プレミアシップに昇格し、プレミアシップ最下位がチャンピオンシップへ自動降格する。チャンピオンシップ2位、3位、4位のクラブはプレミアシップ11位クラブとの入れ替え戦出場をかけたプレーオフに進む。まず3位と4位のクラブが1回戦を戦い、勝者が2位のクラブと決勝戦を行う。プレーオフの勝者は入れ替え戦に進み、勝者が次シーズンのプレミアシップに参加する。対戦はいずれもホーム&アウェー方式の2回戦で行われる。
チャンピオンシップのプレーオフもプレミアシップと同一形式であり、チャンピオンシップ最下位のクラブはスコティッシュ・リーグ1（3部リーグ）へ自動降格し、9位のクラブはリーグ1の2位、3位、4位のプレーオフ勝者と入れ替え戦を行う。

## 記録
| シーズン | 優勝                       | 2位                                  | 得点王                                                                                      | 得点王 |
| シーズン | 優勝                       | 2位                                  | 選手名                                                                                      | 得点数 |
| -------- | -------------------------- | ------------------------------------ | ------------------------------------------------------------------------------------------- | ------ |
| 2013–14  | ダンディー                 | ハミルトン・アカデミカル             | ロリー・ロイ（フォルカーク）                                                                | 20     |
| 2014–15  | ハーツ                     | ハイバーニアン                       | ジェイソン・カミングス（ハイバーニアン）                                                    | 18     |
| 2015–16  | レンジャーズ               | フォルカーク                         | マーティン・ワグホーン（レンジャーズ）                                                      | 20     |
| 2016–17  | ハイバーニアン             | フォルカーク                         | ジェイソン・カミングス（ハイバーニアン） スティーヴン・ドビー（クイーン・オブ・ザ・サウス） | 19     |
| 2017–18  | セント・ミレン             | リヴィングストン                     | スティーヴン・ドビー（クイーン・オブ・ザ・サウス）                                          | 18     |
| 2018–19  | ロス・カウンティ           | ダンディー・ユナイテッド             | ローレンス・シャンクランド（エア・ユナイテッド）                                            | 24     |
| 2019–20  | ダンディー・ユナイテッド   | インヴァネス・カレドニアン・シッスル | ローレンス・シャンクランド（ダンディー・ユナイテッド）                                      | 24     |
| 2020-21  | ハート・オブ・ミドロシアン | ダンディー                           | リアム・ボイス (ハート・オブ・ミドロシアン)                                                 | 14     |
| 2021-22  | キルマーノック             | アーブロース                         | マイケル・マッケナ (アーブロース)                                                           | 13     |
| 2022-23  |                            |                                      |                                                                                             |        |